# 李雲標 (清朝武術家)
李雲標（1812年—1868年），字天漢，常被寫為李雲表，直隸省天津府鹽山縣孟店（今中華人民共和國河北省鹽山縣孟店乡），清朝武術家，精通劈掛掌與八極拳，綽號鐵臂燕子。曾任北京八旗營總教習。

## 生平
家貧，自幼習武，早年拜杨家铺李存山为师学劈掛掌，也曾學習唐拳、太祖拳、摔跤、八極拳、戳腳拳、功力拳等多種武術。後至潘文學主持的鹽山書院，師從潘文學，與蕭和成並稱。潘文學曾提出「通備武學」的見解，主張融和多種拳技之長。李雲標在這個思想下，將劈掛掌與八極拳進行融合，形成新的武學系統。他與與八極拳李大忠以兄弟相稱，並相互換藝，使劈掛掌流傳在八極拳門下。
在潘文學門下成名後，李雲標至北京、天津一帶遊歷，曾出任京師八旗營教官，人稱「鐵臂燕子」。
在捻軍進入河北之際，李雲表回到家鄉，任鹽山團練教習，阻止捻軍侵入家鄉，李大忠也率領羅疃子弟前來援助。1867年（清同治七年），張宗禹率捻軍進攻鹽山，李雲表死於此役之中。鹽山民眾為他們建立昭忠祠，以表揚他們的事蹟。

## 武術
李雲標由潘文學處，學得楊氏六合大槍。此外也擅長劈掛刀。
在拳術上，則以八極結合劈掛最為著名。

## 弟子
李雲表的徒弟大部份在對捻軍作戰時身亡，其武學主要由黄林彪傳世。